# Saint-Clair, Vienne
Saint-Clair är en kommun i departementet Vienne i regionen Nouvelle-Aquitaine i västra Frankrike. Kommunen ligger i kantonen Moncontour som tillhör arrondissementet Châtellerault. År 2022 hade Saint-Clair 205 invånare.

## Befolkningsutveckling
Antalet invånare i kommunen Saint-Clair
| Referens: INSEE |